# Ložnica (gmina Makole)
Ložnica – wieś w Słowenii, w gminie Makole. W 2018 roku liczyła 130 mieszkańców.